# Aeroportul Pitt-Greenville
Aeroportul Pitt-Greenville (IATA: PGV, ICAO: KPGV, FAA LID: PGV) este un aeroport din Comitatul Pitt, Carolina de Nord, Carolina de Nord, Statele Unite ale Americii. Aeroportul a fost tranzitat în 2019 de 108.570 de pasageri. A fost deschis în 1940.
Situat la o altitudine de 8 m, aeroportul dispune de 2 piste.

## Infrastructură

### Piste
Aeroportul dispune de 2 piste. Pista 02/20 are suprafața de asfalt și dimensiunile 7.175 picioare × 150 picioare. Pista 08/26 are suprafața de asfalt și dimensiunile 4.997 picioare × 150 picioare. 